# Хърби Бренън
Джеймс Хърбърт Бренън (на английски: James Herbert Brennan) е ирландски журналист и много плодовит писател на произведения в жанра научна фантастика, фентъзи, хорър, детска литература, астрология и документалистика. Пише под псевдонимите Хърби Бренън (на английски: Herbie Brennan), Дж. Х. Бренън (J. H. Brennan) и съвместния Мария Палмър (Maria Palmer).

## Биография и творчество
Хърби Бренъне роден на 5 юли 1940 г. в Гилфорд, графство Даун, Северна Ирландия, в семейството на Джеймс и Сара Бренън. Започва да се интересува от мистицизма в ранна възраст, интерес, който ще остане с него до края на живота му. На 18 години става журналист в „Белфаст Телеграф“. През 60-те години той се премества в Дъблин, за да стане редактор на седмично списание „Сцена“.
Заради нарастващия си интерес към духовността, той започва да предлага духовни съвети и хипнотерапия, след което се насочва към писането. Първата му книга, „Астрални врати: Техники за изживяване на безграничните възможности на астралния план“ е издадена през 1980 г. Вдъхновен от фентъзи ролевата игра Dungeons & Dragons, започва собствена ролева игра на римска тематика, наречена „Арена“, която е публикувана през 1982 г. и се основава на митове и легенди от 4000 пр.н.е. до 400 г. от н.е. През 1983 г. е публикувана другата му ролева игра „Кораб на времето“, а през 1987 г. ролева игра на ужасите, „Чудовищно хорършоу“.
През 1982 г., след публикуването на фантастичната приключенска книга „Магьосникът от Огнената планина“ на Иън Ливингстън и Стив Джаксън, започва да създава поредицата си от книги-игри „Търсене на Граала“, в която младият герой Пип получава различни мисии от магьосника Мерлин. Поредицата от 8 книги става много популярна и е издадена в 6,5 милиона копия. Друга негова поредица с книги-игри е „Мисия“.
Той е автор и на множество книги, обхващащи различни теми, включително история, окултизъм, ню ейдж, самоусъвършенстване, парапсихология и няколко любовни романа. През 1998 г. е издадена книгата му „Марсианският генезис“, древна книга за астронавтите, в която твърди, че човешката раса е от извънземен произход.
През 2003 г. започва фентъзи екшън поредицата си „Приказни войни“, която става бестселър в списъка на „Ню Йорк Таймс“.
През 2007 г. получава магистърска степен по западен езотеризъм от университета Ексетър. Произведенията на писателя са преведени на 50 езика по света. Той е изнасял лекции във Великобритания и Ирландия.
На 28 март 1961 г. се жени за Хелън Макмастър, с която имат две деца – Айния и Сиан. Развеждат се през 1991 г. През 1993 г.  се жени за Джаки Бърджис, психотерапевтка, художничка и писателка. През 2019 г. той е диагностициран с болестта на Паркинсон, което силно намалява творчеството му.
Хърби Бренън умира на 1 януари 2024 г. в Тулоу, графство Карлоу, Ирландия.

## Произведения

### Като Хърби Бренън

#### Самостоятелни романи
- The Mystery Machine (1995)[1][3]
- Little House (1996)
- Kookaburra Dreaming (1997)
- Jennet's Tale (2000)
- Frankenstella and the Video Shop Monster (2002)
- Final Victory (2010)
- The Secret Prophecy (2012)

#### Поредица „Мисия“ (Quest)
1. AztecQuest (1997)[1]
2. EgyptQuest - The Lost Treasure of The Pyramids (1997)
3. GreekQuest (2011)
4. RomanQuest (2011

#### Поредица „Дървото Синя камбанка“ (Bluebell Wood)
1. Fairy Nuff (2001)[1]
2. Nuff Said (2002)

#### Поредица „Приказни войни“ (Faerie Wars)
1. Faerie Wars (2003)[1][2]
2. The Purple Emperor (2004)
3. Ruler of the Realm (2006)
4. Faerie Lord (2007)
5. The Faeman Quest (2011)

#### Поредица „Забранените истини на Хърби Бренан“ (Herbie Brennan's Forbidden Truths)
1. Atlantis and Other Lost Civilizations (2006)[1]
2. Time Travel (2006)
3. The Secret Powers of the Mind (2006)
4. Parallel Worlds (2007)

#### Поредица „Проект Сянка“ (Shadow Project)
1. The Shadow Project (2009)[1][2]
2. The Doomsday Box (2010)

#### Документалистика
- Astral Doorways (1971)[1][4]
- Five Keys to Past Lives (1972)
- Experimental Magic (1972)
- The Occult Reich (1974)
- An Occult History of the World (1976)
- Getting What You Want (1977)
- Good Con Guide (1978)
- Reincarnation (1981)
- A Guide to Megalithic Ireland (1982)
- Discover Your Past Lives: A Practical Course (1984)
- Mindreach (1985)
- The Reincarnation Workbook: A Complete Course in Recalling Past Lives (1989)
- The Astral Projection Workbook: How to Achieve Out-of-Body Experiences (1989)
- Mindpower : Succeed at School (1990)
- Mindpower: Secrets to Improve Your Image (1990)
- Aquarian Guide to the New Age (1990) – с Айлийн Кембъл
- The Young Ghost Hunter's Guide (1990)
- Understanding Reincarnation: Effective Techniques for Investigating Your Past Lives (1990)
- How to Get Where You Want to Go (1991)
- Discover Astral Projection (1991)
- Discover Reincarnation (1992)
- True Ghost Stories (1993)
- The Dictionary of Mind, Body and Spirit (1994) – с Айлийн Кембъл
- Body, Mind and Spirit: A Dictionary of New Age Ideas, People, Places, and Terms (1994) – с Айлийн Кембъл
- Time Travel: A New Perspective (1997)
- Seriously Weird True Stories (1997)
- Magick for Beginners (1998)
- Martian Genesis (1998)
- The Little Book of Nostradamus: Prophecies for the 21st Century (1999)
- The Secret History of Ancient Egypt (2000)
Великите загадки: Древния Египет. Битие от Марс. Загадката Атлантида, изд.: ИК „Бард“, София (2014), прев. доц. д-р Иван Иванов
- The Magical I Ching (2000)
- Magical Use of Thought Forms (2001)
- Occult Tibet (2002)
Окултният Тибет: Тайни магически практики от Хималаите, изд. „Лик“ (2005), прев. Юлиян Антонов
- Death – The Great Mystery of Life (2002)
Смъртта : Великата загадка на живота, изд.: ИК „Бард“, София (2003), прев. Росица Панайотова
- Tibetan Magic and Mysticism (2006)
- Whisperers - The Secret History of the Spirit World (2014)

### Като Дж. Х. Бренън

#### Самостоятелни романи
- Power Play (1977)[1][3]
- Dark Moon (1980)
- The Curse of Frankenstein (1986)
- Dracula's Castle (1986)
- Monster Horrorshow (1987)
- The Crone (1990)
- Ordeal by Poison (1992)
- Marcus Mustard (1994)[4]
- The Gravediggers (1996)
- Blood brother (1997)

#### Поредица „Търсене на Граала“ (Grail Quest)
книги игри

#### Поредица „Саги за рожбата на демоните“ (Sagas of the Demonspawn)
книги игри

#### Поредица „Барми Джефърс“ (Barmy Jeffers)
1. Barmy Jeffers and the Quasimodo Walk (1988)[1]
2. Return of Barmy Jeffers and the Quasimodo Walk (1988)
3. Barmy Jeffers and the Shrinking Potion (1989)

#### Поредица „Ледена епоха“ (Ice Age)
1. Shiva (1989)[1][4]
2. Shiva Accused (1991)
3. Shiva's Challenge (1992)

#### Поредица „Хорроскопи“ (Horrorscopes)
две книги като Мария Палмър